# 肘部捆绑

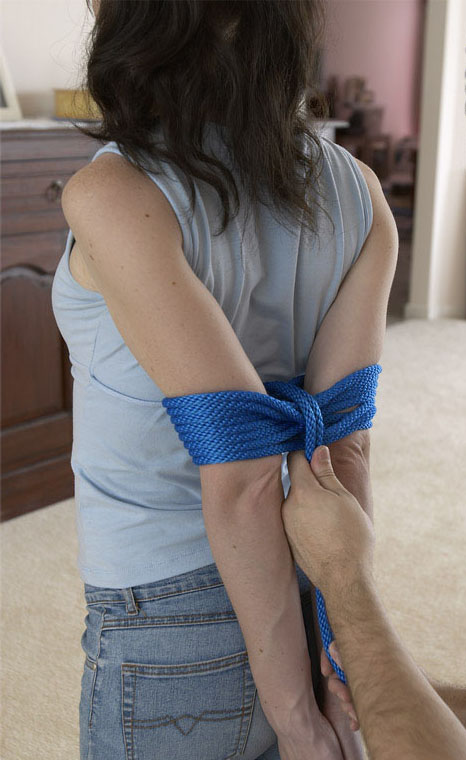
肘部捆绑

肘部捆绑，是一种捆绑技术，为将一个人的肘部捆绑在一起。不是所有人第一次尝试就能实现肘部捆绑，但是随着时间的推移与次数的增加越来越接近成功。 